# Piezometro

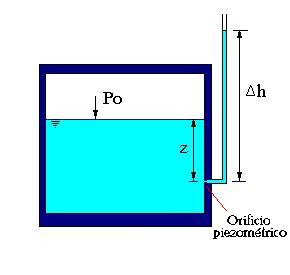

Il piezometro è un dispositivo che consente di individuare la quota piezometrica di una massa liquida.

## Descrizione
Lo strumento consiste in diametro (ma abbastanza grande da evitare il fenomeno della capillarità) collegato alla condotta nella quale si vuole effettuare la misura della quota piezometrica (che equivale alla determinazione della pressione alla quale è sottoposto il liquido nella condotta medesima).
I piezometri più moderni sono costituiti da un cilindro rivestito da un setto poroso avente permeabilità prestabilita e da un sensore per misurare la pressione dell'acqua che va a riempire la cavità. Viene inserito in una porzione di foro riempita con sabbia e isolata dal tratto restante mediante bentonite.
Esistono vari tipi di piezometri:
- piezometro di Casagrande (o idraulico), costituito da un cilindro collegato a un tubo aperto di 20 mm di diametro. La rilevazione viene effettuata misurando il livello di acqua nel tubo. Il tempo di risposta è abbastanza lungo (dell'ordine di qualche ora) e tende ad aumentare al diminuire della permeabilità del terreno;
- piezometro pneumatico, costituito da un diaframma flessibile che controlla una valvola pneumatica atta a indicare quando la pressione dell'aria immessa nel sistema eguaglia quella nella cavità del piezometro.
- piezometro continuo tipo piezoforo, realizzato mettendo in opera per tutta l'altezza del foro una membrana impermeabile sottoposta a una pressione interna maggiore di quella massima del terreno. Un sensore viene calato nel foro ed isolato con due packer gonfiabili. Si diminuisce la pressione interna e si attende che si ristabilisca l'equilibrio per effetto della pressione esterna della terra.